# Perivolákion
Perivolákion är en ort i Grekland.   Den ligger i prefekturen Nomós Thessaloníkis och regionen Mellersta Makedonien, i den norra delen av landet, 300 km norr om huvudstaden Aten. Perivolákion ligger 96 meter över havet och antalet invånare är 841.
Terrängen runt Perivolákion är kuperad söderut, men norrut är den platt.Runt Perivolákion är det ganska tätbefolkat, med 104 invånare per kvadratkilometer. Närmaste större samhälle är Thessaloníki, 14,2 km sydväst om Perivolákion. == Kommentarer ==
1. ↑  Framräknat ur höjduppgifter (DEM 3") från Viewfinder Panoramas.[2] Mer om algoritmen finns här: Användare:Lsjbot/Algoritmer.
2. ↑  Framräknat ur variansen i alla höjduppgifter (DEM 3") från Viewfinder Panoramas, inom 10 km radie.[2] Mer om algoritmen finns här: Användare:Lsjbot/Algoritmer.